# Хансен, Ханс Кристиан
Ханс Кристиан Сване Хансен (дат. Hans Christian Svane Hansen, более известно как H. C. Hansen, 8 ноября 1906 — 19 февраля 1960) — датский социал-демократический политический и государственный деятель, премьер-министр Дании и председатель Социал-демократической партии в 1955—1960 годах.

## Рождение и образование
Х. К. Хансен родился в Орхусе в семье рабочего. Получил образование печатника.

## Политическая карьера
Рано вступив в социал-демократическую партию, он с 1933 по 1937 был председателем молодёжной организации партии.
В 1936 он был избран в датский парламент и сохранил место до своей смерти. В первом правительстве после оккупации фашистской Германией Дании Х. К. Хансен был назначен министром финансов, и потерял этот пост после смены правительства. С 1947 по 1950 он вновь был министром финансов, затем в течение месяца был министром торговли. С 1953 он назначен министром иностранных дел и занимал должность до 1958 года.
Когда тогдашний премьер-министр Дании, Ханс Хеттофт, скончался от инфаркта миокарда, его преемником на посту премьер-министра страны и лидером партии стал Хансен (будучи главой МИД, он рассматривался как естественный преемник своего покойного друга). Он был премьер-министром Дании в 1955—1960 годах, пока сам не скончался от рака. Таким образом, скончались два датских главы правительства подряд. Его на обоих постах сменил Вигго Кампманн.
Похоронен на Западном кладбище Копенгагена.

## Во главе правительства
Став премьер-министром, Ханс Кристиан Хансен также сохранял пост министра иностранных дел до 1958 года. Х. К. Хансен выступал за широкое сотрудничество с США и невзирая на то, что решением Фолькетинга вся территория Дании была объявлена безъядерной зоной дал неофициальное согласие на размещение американского ядерного оружия в Гренландии.
Во внутренней политики при нём были приняты законы о всеобщей народной пенсией, поддержке цен на сельскохозяйственную продукцию, помощи матерям-одиночкам, страховании от несчастных случаев. В соответствии с законом об отношениях между профсоюзами и ассоциациями работодателей, принятым в апреле 1956 года как ответвление коллективного договора на рынке труда, новая схема предоставляла денежные пособия по болезни, значительно превышающие существующую схему медицинского страхования. В 1958 году была проведена реформа образования, которая снизила образовательные барьеры.
После выборов в марте 1957 года Хансен сформировал «Треугольный кабинет» (Trekantsregeringen) с Датской социал-либеральной партией (Radikale Venstre) и Партией справедливости (Retsforbundet).